# Союз городов Золотого кольца России
Союз городов Золотого Кольца — добровольное объединение муниципальных образований в лице уполномоченных органов местного самоуправления, имеющих статус юридического лица и входящих в туристский маршрут «Золотое кольцо России».

## Описание
Союз городов Золотого кольца создан в 2017 году, по инициативе губернатора Ярославской области — Дмитрия Миронова. 19 августа 2017 года в городе Ярославль было принято соглашение о создании Союза. В ноябре 2017 года подписан учредительный договор, а Президентом Союза избран мэр Ярославля Владимир Слепцов. Цель создания Союза — объединение городов, входящих в Золотое кольцо России.
Задачи поставленные перед Союзом: формирования единой туристской политики; развитие инфраструктуры; разработка новых туристских продуктов; повышение популярности Золотого кольца России, среди российских и иностранных туристов.
14 февраля 2019 года на внеочередном собрании, президентом Союза был избран мэр Ярославля — Владимир Михайлович Волков.

## Состав
Изначально в состав Союза входило 8 городов знаменитого туристического маршрута: Ярославль, Кострома, Ростов, Иваново, Переславль-Залесский, Суздаль, Сергиев Посад и Владимир. В ноябре 2017 Министр культуры Владимир Мединский вручил главам этих городов, свидетельства участников национального проекта «Золотое кольцо России».
Членство в Союзе открыто и для других городов. Участниками могут стать города с древней историей, имеющие уникальные исторические памятники и центры народных ремесёл. Города должны располагаться в Центральном федеральном округе, на территории Владимирской, Ивановской, Костромской, Московской, Рязанской, Тверской или Ярославской областей. 
В феврале 2018 года в маршрут «Золотое кольцо России» официально включен город Углич.

### Партнерство
В октябре 2021 года Союз городов Золотого кольца России и международная IT компания "Инвольта" заключили партнерское соглашение о совместном продвижение туристического маршрута "Золотое кольцо России". Совместный проект направлен на реализацию мобильного приложения для туристов "Гид Инвольта", которе включает в себя интерактивную карту с возможностью выбора города, маршрута, аудиогида. Города Золотого кольца стали первыми городами, информация о которых появилась в приложении.